# Vladislav Klumpar
Vladislav Klumpar (ur. 9 sierpnia 1893 w Pradze, zm. 27 czerwca 1979 w Montrealu) – czeski prawnik i urzędnik, minister administracji społecznej i zdrowotnej Czechosłowacji w latach 1938–1939 i Protektoratu Czech i Moraw w latach 1939–1942.

## Życiorys
Ukończył gimnazjum przy ulicy Křemencova w Pradze, następnie rozpoczął studia na Wydziale Prawa Uniwersytetu Karola, musiał je jednak przerwać z powodu wybuchu I wojny światowej. Następnie powrócił na uczelnię i po jej ukończeniu pracował jako aplikant adwokacki. 
W dwudziestoleciu międzywojennym pracował jako sekretarz w czechosłowackim zrzeszeniu przemysłowców tekstylnych. Od 1 lipca 1927 roku był dyrektorem czechosłowackiego zakładu ubezpieczeń społecznych. 1 grudnia 1938 roku został mianowany ministrem administracji społecznej i zdrowotnej w pierwszym rządzie Rudolfa Berana, urząd ten pełnił także w jego drugim rządzie i w rządzie Aloisa Eliáša. Angażował się w działalność czechosłowackiego ruchu oporu.
17 listopada 1939 roku został wezwany przez Karla Hermanna Franka na spotkanie, podczas którego Frank groził mu bombardowaniem fabryk i osiedli mieszkalnych w przypadku oporu i strajków ze strony czeskiego społeczeństwa. Po aresztowaniu Aloisa Eliáša protestował przeciwko działaniom okupantów i zażądał dymisji rządu, po skazaniu Eliáša na karę śmierci zaopiekował się jego żoną, przebywając z nią do godzin nocnych w celu uspokojenia jej. 28 września 1941 roku złożył dymisję, której nie przyjął jednak prezydent Emil Hácha Funkcję ministra pełnił do czasu powołania rządu Jaroslava Krejčíego.
W maju 1945 roku został na tydzień aresztowany pod zarzutem kolaboracji. Po przejęciu władzy przez komunistów był prześladowany. Na początku lat 70. (lub w 1968 roku) wyemigrował do Kanady, gdzie zmarł.